# 郿鄠
郿鄠，或称“迷糊”、「迷胡」、“曲子戏”、“弦子戏”，是陕西省的主要戏曲剧种之一。盛行于关中，而山西、河南、湖北、四川、甘肃和宁夏等部分地区也有流行。
因最早流行于郿县和鄠县两地而得名，属秦腔派系。
郿县和鄠县一带位于秦岭太白山麓，自古盛行民间歌曲，郿鄠曲起源于这些民间歌谣，古称“清曲调”，在华阴和华县一带逐步发展为戏曲。郿鄠在关中分为东西两路，关于东路郿鄠，流传有“同州的梆子合阳的线（指吊线木偶），二华的郿鄠天下传”的说法。
清朝乾隆年间，随着秦腔等各地戏曲艺术的发展，郿鄠逐渐被搬上了舞台，形成了一定数目的剧目。在演唱形式上仍保留有地摊演唱的曲艺形式。其唱本多为折子戏，如《女寡妇验田》、《古城会》、《皇姑出家》等，常常是一唱到底，很少口白。舞台演出形式的剧目则既有如同《反大同》、《火焰驹》等的大型本戏，又有如《张连卖布》、《两亲家打架》、《杜十娘》等折子戏，有白有唱、有表演，曲牌选用比较自由。
郿鄠的伴奏乐器以三弦为主，板胡和海笛相辅。唱腔较秦腔委婉细腻，优美动听，富于表现深沉、凄楚和悲痛。戏曲服饰简朴，化妆粗线条。表演动作真实、生活化。整体风格较为现代。郿鄠的曲调甚为丰富，有“七十二大调，三十六小调”之说。大调以唱悲伤剧情为主，如《老龙哭海》、《罗江怨》、《老五更》等；小调以唱欢喜剧情为主，如《采花》、《银红丝》、《一串铃》等。现在唱腔音乐精练到50多个曲牌。传统剧目收集整理已达二、三百种，不包含各地同曲异唱。广泛流传的有《张连卖布》、《尼姑思凡》、《安安送米》、《刺目劝学》、《杜十娘》等。新编演出的剧目有《兄妹开荒》、《大家喜欢》、《十二把镰刀》等。现代戏《梁秋燕》是其中的代表剧目，享有极好的声誉，以至于有“看了梁秋燕、三天不吃饭”的赞美。